# Roberto Louvin
Pour les articles homonymes, voir Louvin.
Roberto Louvin (le plus souvent cité comme Robert Louvin dans les sources francophones en vertu du bilinguisme en vigueur en Vallée d'Aoste), né le 31 octobre 1960 à Aoste, est un avocat, professeur d'université et homme politique italien, actif en Vallée d'Aoste.

## Biographie
Licencié en droit de l'université de Turin, il est docteur de recherche de l'université de Milan et professeur associé de droit public comparé.
Militant de la Jeunesse valdôtaine (section des jeunes de l'Union valdôtaine) et ensuite de l'Union valdôtaine, Robert Louvin est élu pour la première fois au Conseil de la Vallée aux élections régionales de 1988, et il a été conseiller pendant quatre législatures.
Assesseur régional de l'éducation et de la culture de 1993 à 1998, il est président du Conseil de la Vallée de 1998 à 2002. Après la démission de Dino Viérin, il est nommé Président de la Vallée d'Aoste en décembre 2002 et demeure à la tête de l'exécutif valdôtain jusqu'en juillet 2003.
Il est l'un des promoteurs de la fondation de l'université de la Vallée d'Aoste.
En 2005, il quitte l'UV et fonde le mouvement Aoste Vive, transformé en Vallée d'Aoste Vive l'année suivante, sous la bannière de laquelle il présente sa candidature comme syndic d'Aoste. VdA Vive devient en 2010 le regroupement Autonomie Liberté Participation Écologie (ALPE).
Il a été membre suppléant du Comité des régions et président de la commission Éducation, communication et affaires culturelles de l'Assemblée parlementaire de la Francophonie (APF) de 2000 à 2003.
Depuis 2014, il est président de la Commission paritaire État-région Vallée d'Aoste pour les normes d'application du statut spécial de la Vallée d'Aoste.
En janvier 2014, il succède à Stefano Rodotà à la présidence du Collège universitaire international (IUC) de Turin.